# Передєл (Калузька область)
Передєл (рос. Передел) — село в Мединському районі Калузької області Російської Федерації.
Населення становить 251 особу. Входить до складу муніципального утворення Село Передєл.

## Історія
Від 2004 року входить до складу муніципального утворення Село Передєл.

## Населення
| 2002 | 2010 |
| ---- | ---- |
| 319  | ↘251 |